# Patrick van de Waarsenburg
Patrick van de Waarsenburg (Assen, 14 aprile 1988) è un pilota motociclistico olandese.

## Carriera
Per quanto riguarda le gare del motomondiale ha usufruito per due anni di seguito di una wild card per partecipare al Gran Premio motociclistico d'Olanda.
Sia nel motomondiale 2006 che in quello del 2007 vi ha preso parte nella classe 125 guidando una Honda; in entrambe le occasioni non ha guadagnato punti validi per la classifica iridata.
Nel 2008 gareggia stabilmente nel campionato nazionale dei Paesi Bassi. Dopo aver annunciato il proprio ritiro dalle competizioni, ritorna a gareggiare nel 2011.

## Risultati nel motomondiale
| 2006 | Classe | Moto  |  |  |  |  |  |  |  |    |  |  |    |  |  |  |  |  |  |  | Punti | Pos. |
| ---- | ------ | ----- |  |  |  |  |  |  |  | -- |  |  | -- |  |  |  |  |  |  |  | ----- | ---- |
| 2006 | 125    | Honda |  |  |  |  |  |  |  | 33 |  |  | NE |  |  |  |  |  |  |  | 0     |      |

| 2007 | Classe | Moto  |  |  |  |  |  |  |  |  |    |  |    |  |  |  |  |  |  |  | Punti | Pos. |
| ---- | ------ | ----- |  |  |  |  |  |  |  |  | -- |  | -- |  |  |  |  |  |  |  | ----- | ---- |
| 2007 | 125    | Honda |  |  |  |  |  |  |  |  | 31 |  | NE |  |  |  |  |  |  |  | 0     |      |

| Legenda | 1º posto        | 2º posto            | 3º posto            | A punti      | Senza punti        | Grassetto – Pole position Corsivo – Giro più veloce |
| Legenda | Gara non valida | Non qual./Non part. | Ritirato/Non class. | Squalificato | '-' Dato non disp. | Grassetto – Pole position Corsivo – Giro più veloce |